# Хрещатик, 10
Будинок на Хрещатику, 10 — київська будівля в стилі неоампір. Один із небагатьох збережених творів Павла Андрєєва, київського архітектора, автора Пасажу (1913—1914) і будинку Терещенка (1913—1914) на Терещенківській вулиці, 13.
Рішенням виконавчого комітету Київської міськради народних депутатів № 1804 від 22 листопада 1982 року будівлю внесено до обліку пам'яток містобудування й архітектури місцевого значення (охоронний номер 61)

## Історія ділянки

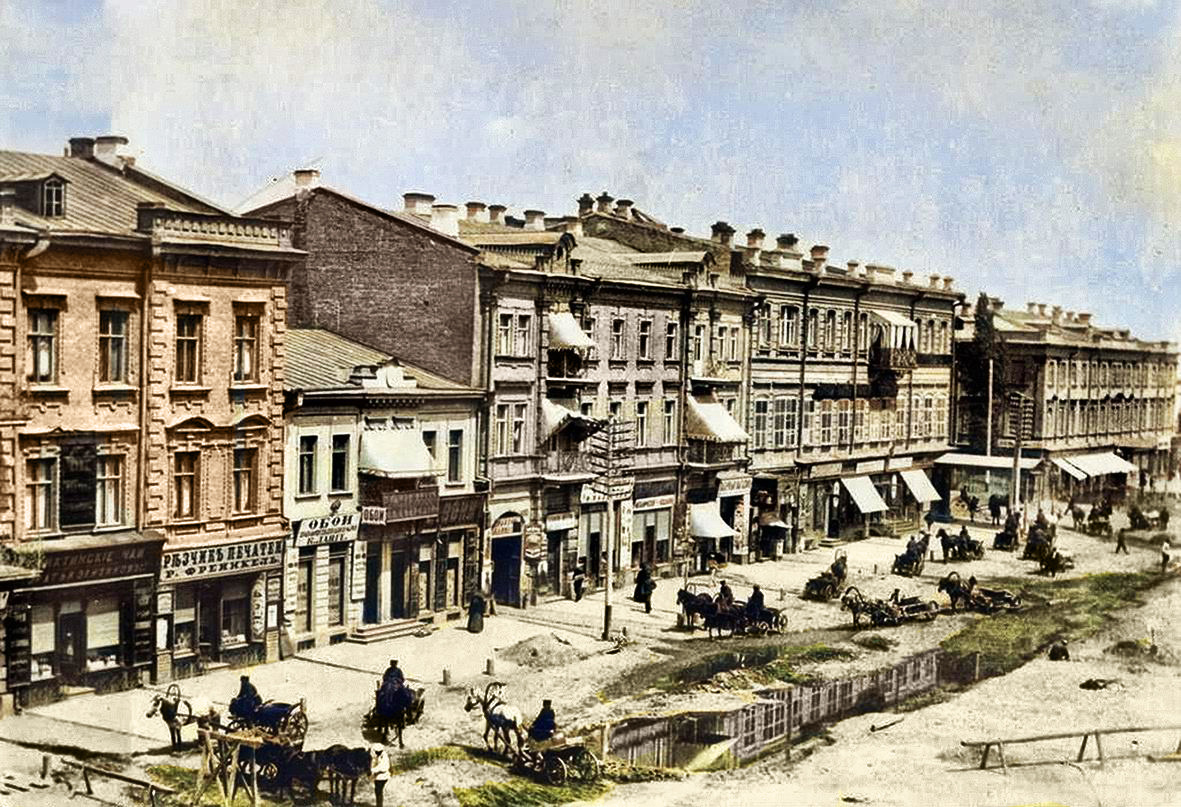
Зліва: ділянки № 10 (на місці якої у 1913 році зведуть ВКБ), № 8 і № 6 (будинок Кейля) у 1880-х роках

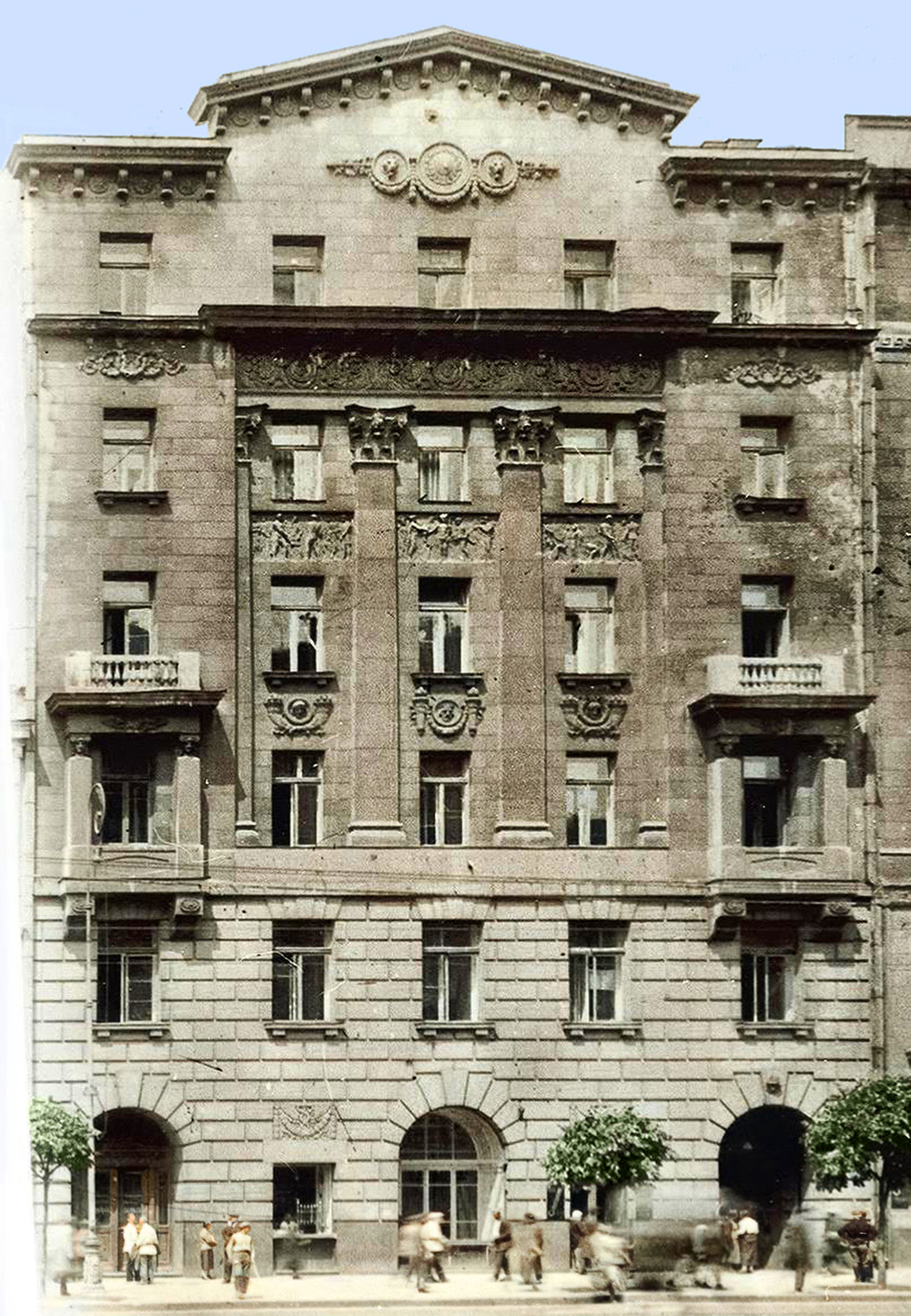
Будинок на фото 1930-х років

У ХІХ сторіччя ділянки на Хрещатику № 8 (8-а, 8-б) і 10 входили до єдиної садиби.
Наприкінці ХІХ сторіччя її власником був бельгійський підданий Карл Карлович Пастель.
У 1910-х роках садибу придбав купець першої гільдії Е. Манов. Близько 1912 року він поділив садибу на дві частини і продав їх. На ділянці № 8 спорудили будівлю для київського відділення Санкт-Петербурзького банку, а на № 10 — для відділення Волзько-Камського комерційного банку (ВКБ). Волзько-Камський банк інвестував кошти у транспортні кампанії, підприємства нафтової й борошномельно-круп'яної промисловості, страхові товариства тощо.
1922 року більшовики націоналізували будівлю. У радянські часи приміщення займали фінансові та адміністративні установи.
У 2000-х — 2010-х роках у будівлі містилися міський ломбард, крамниці, установи, офіси.

## Архітектура

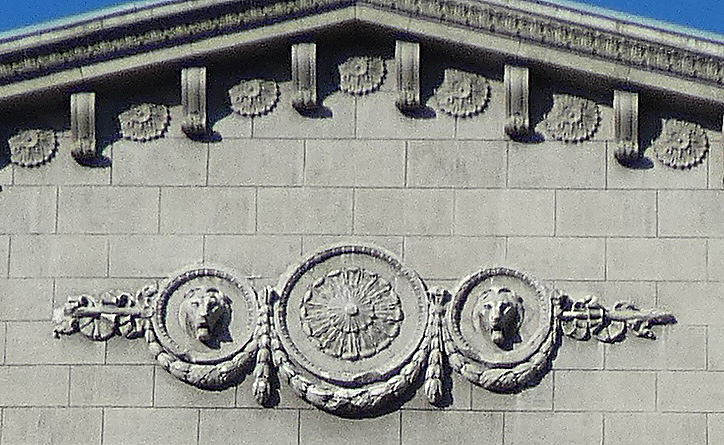
Лев'ячі маскарони на фронтоні

Кам'яницю споруджено в стилі неоампір за проєктом архітектора Павла Андрєєва.
Художник В. Кузнецов декорував фасад цементними барельєфами і маскаронами (Гефест, Посейдон, Гермес, кадуцей, ріг достатку, леви), які символізують торгівлю, промисловість, мореплавство й силу. Цементними рельєфами і скульптурами оздоблювали фасади інших споруд на Хрещатику, зокрема Пасажу й будинку № 32.
Будівля шестиповерхова, цегляна, тинькована під камінь.
Вузька ділянка спонукала архітектора спроєктувати багатоповерхову будівлю. Частину приміщень, зокрема операційну залу, винесли у добудовану в подвір'ї двоповерхову споруду. Дворову будівлю перекрили світловим ліхтарем.
Чоловий фасад має вертикальну композицію і розділений на три яруси. Нижній ярус — перший і другий поверхи, які підкреслено рустом й арковими прорізами по боках. Над входами зображення кадуцея. Середній оздоблений на рівні третього–п'ятого поверхів пілястрами коринфського ордера.
Верхній — відокремлений карнизом аттиковий шостий поверх із фронтоном.
Між пілястрами над четвертим поверхом розміщено три барельєфні композиції. На лівій зображений давньогрецький бог Гефест-коваль. На середній — бог-заступник торгівлі Гермес із чарівним жезлом кадуцеєм, жінки з рогом достатку, серпом й амфорами. На правій — один з наймогутніших богів, володар океану Посейдон із тризубцем, а також жінки, рибалки, човен.
Над п'ятим поверхом — декоративне рослинне оздоблення, скульптури янголів і чоловічі маскарони.
У медальйонах на фронтоні вміщено лев'ячі маскарони.
На флангах на третьому поверсі — балкони на консолях, фланковані гермами. На їхньому піддашку на рівні четвертого поверху первісно були балкончики із цементними балясинами (не збереглись).

## Галерея

Давньогрецькі боги
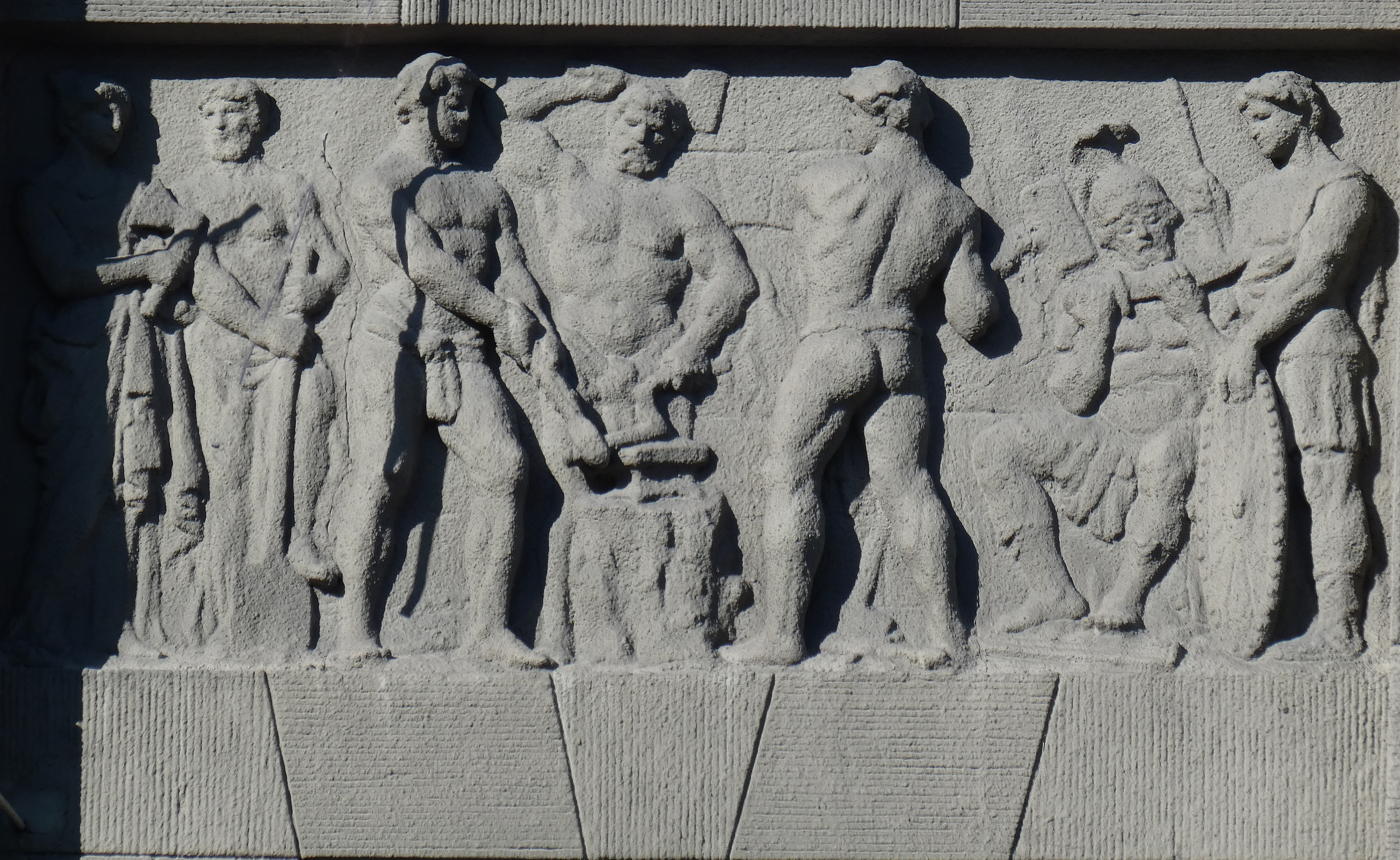
Гефест
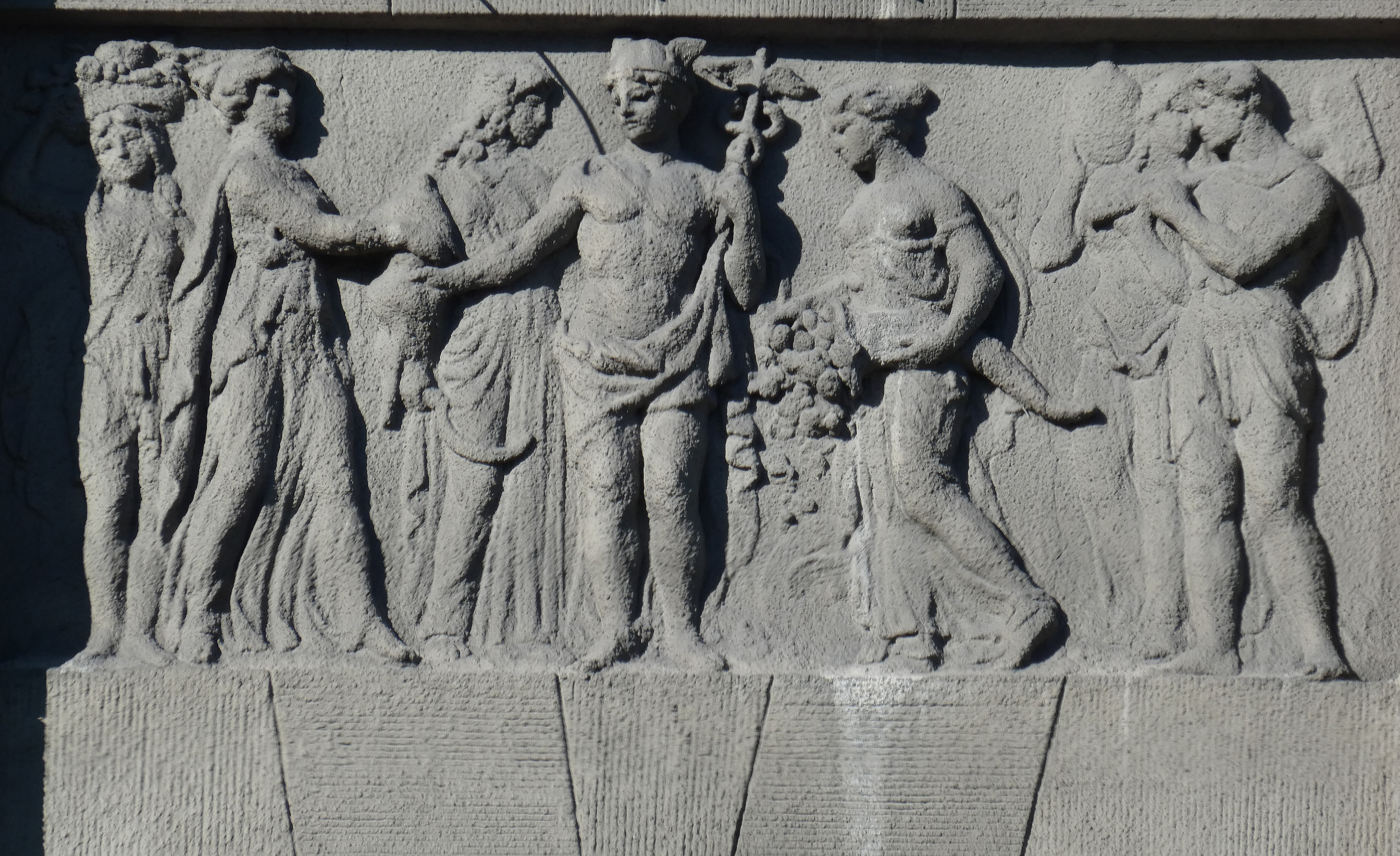
Гермес
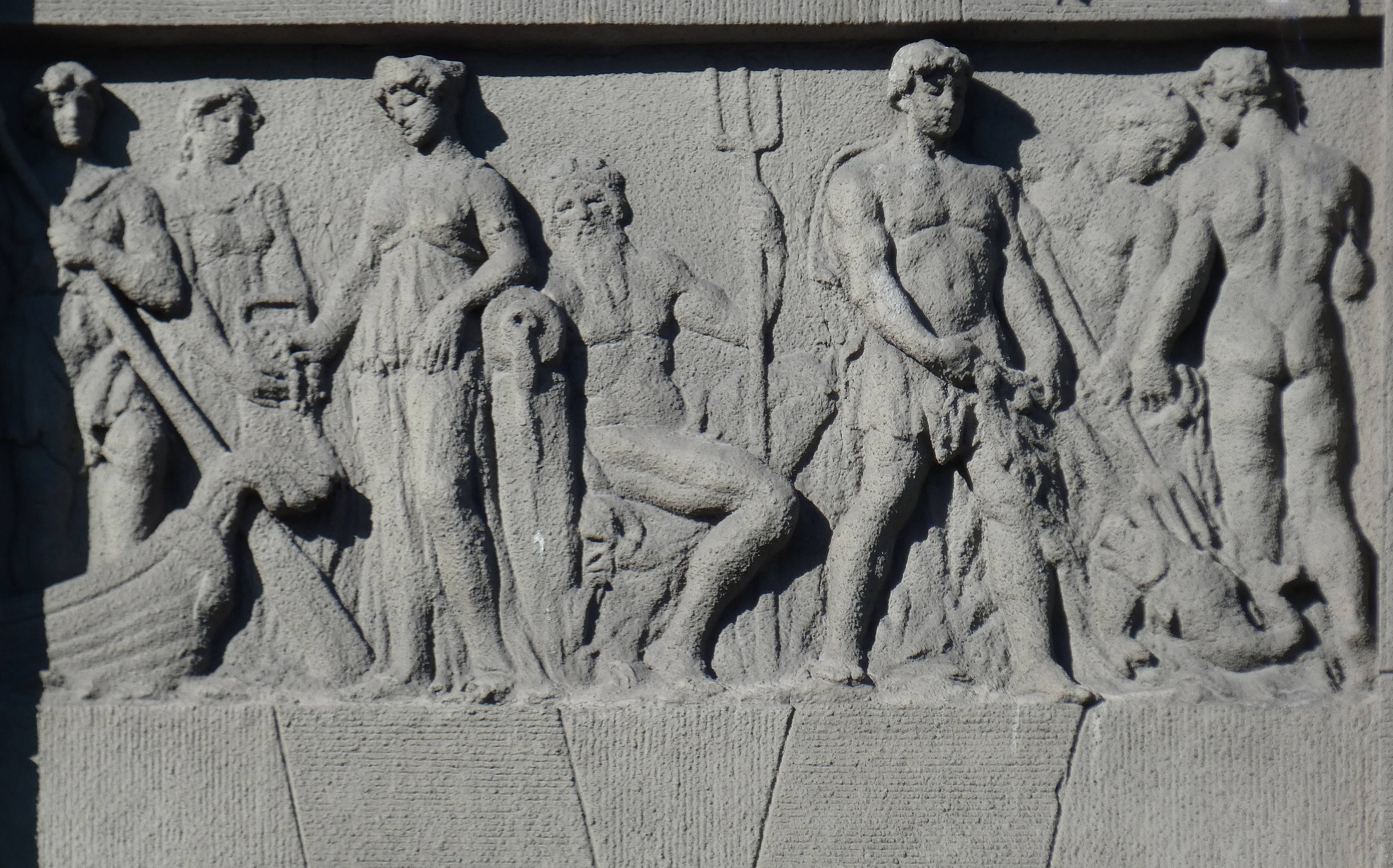
Посейдон

Декор
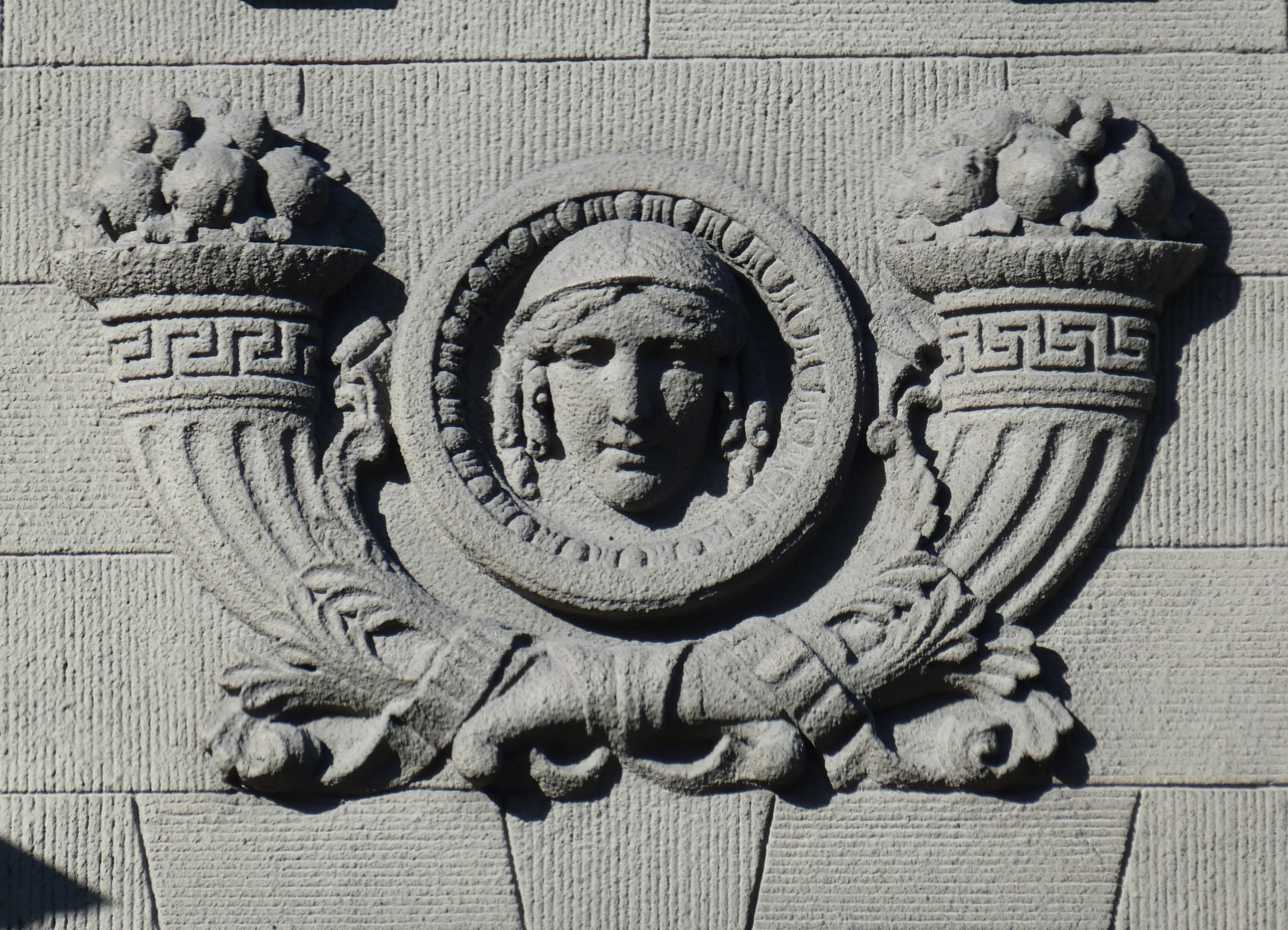
Ріг достатку
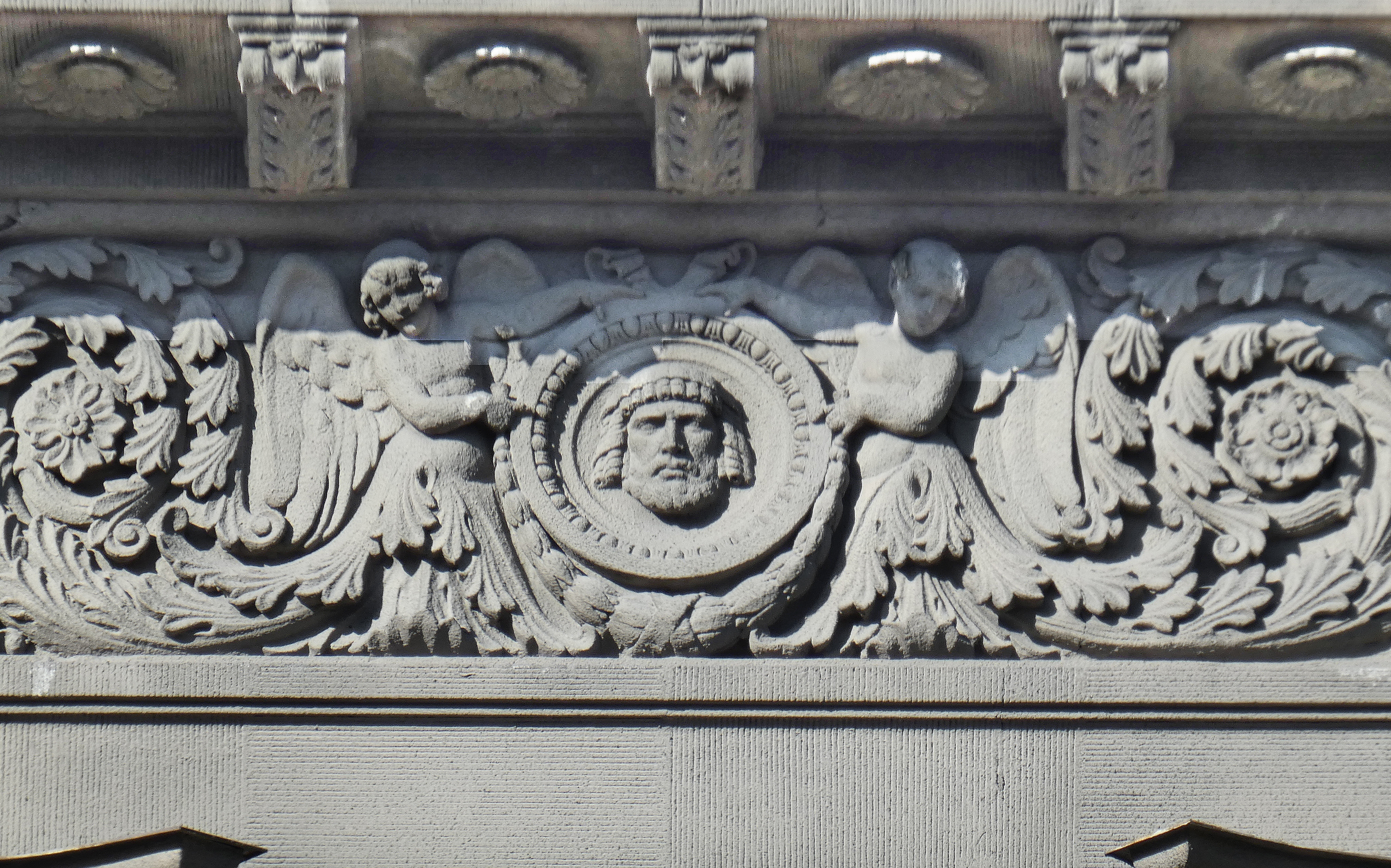
Декор з янголами
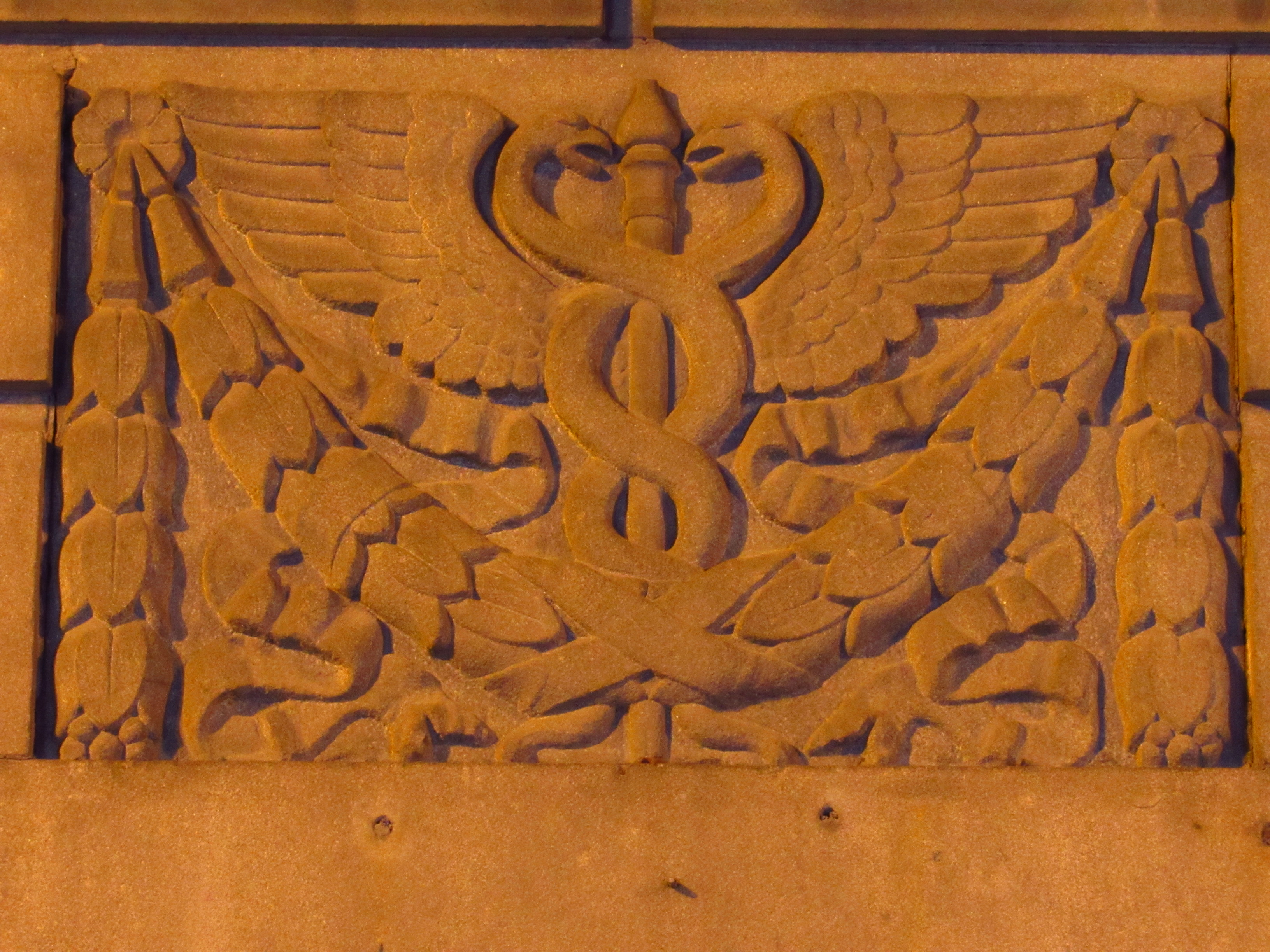
Кадуцей